# یاکمل (رود)
یاکمل (به لاتین: Petite Rivière de Jacmel) یک رود در دریای کارائیب است که در هائیتی واقع شده‌است.